# Yosifovo
Yosifovo (en macédonien Јосифово) est un village du sud-est de la Macédoine du Nord, situé dans la municipalité de Valandovo. Le village comptait 1730 habitants en 2002.

## Démographie
Lors du recensement de 2002, le village comptait :
- Macédoniens : 1 288
- Turcs : 274
- Serbes : 166
- Autres : 2